# Elecciones generales de Barbados de 1991
Las elecciones generales de Barbados de 1991 tuvieron lugar el 22 de enero del mencionado año para elegir a los 28 miembros de la sexta legislatura de la Cámara de la Asamblea, cámara baja del Parlamento de Barbados. Se añadió un escaño más al parlamento, pues antes tenía 27, pero el sistema continuó siendo el mismo, escrutinio mayoritario uninominal.
El oficialista Partido Democrático Laborista (LDP), liderado por Lloyd Erskine Sandiford, obtuvo la victoria con el 50.28% de los votos y 18 escaños. En segundo lugar quedó el principal opositor, el Partido Laborista de Barbados, con el 42.52% y los diez escaños restantes. En estos comicios destacó la presencia del Partido Nacional Democrático (NDP), fundado por Richard Haynes, que en ese momento ejercía el cargo de líder de la oposición luego de que él y cuatro diputados del oficialismo desertaran y fundaran su propia fuerza política. El NDP, al presentar candidatos en todas las circunscripciones, fue el primer tercer partido coherente en la historia independiente de Barbados. Sin embargo, en las elecciones, no logró retener ninguno de sus escaños y obtuvo solo el 6.83% de los votos. Las demás candidaturas independientes obtuvieron el 0.37% restante. Con este resultado, Sandiford fue reelegido primer ministro de Barbados.

## Reglas electorales

### Características del Parlamento
El parlamento de Barbados es bicameral, y consiste en la Cámara de la Asamblea y el Senado. La Cámara de la Asamblea está compuesta por 27 miembros elegidos por un máximo de 5 años. El Senado tiene 21 miembros: 12 nombrados por el Gobernador General con el asesoramiento del primer ministro, 2 por consejo del Líder de la Oposición, y 7 para representar intereses religiosos, económicos, sociales o cualquier otro interés que el Gobernador General considere apropiado.

### Sistema electoral
Cualquier ciudadano de Barbados que tenga al menos 18 años de edad y que haya residido en una circunscripción particular por un mínimo de tres meses tiene derecho a votar en ese mismo distrito electoral.
También tienen derecho los ciudadanos de la Mancomunidad de Naciones de la edad requerida que hayan residido en Barbados durante al menos tres años inmediatamente anteriores a la fecha de calificación (como elector). No pueden votar los declarados insanos mentalmente, las personas sentenciadas a muerte o a más de doce meses de prisión. Los registros electorales se revisan anualmente y antes de las elecciones. El voto no es obligatorio, pero el registro es automático.
Los ciudadanos de Barbados de al menos 21 años de edad que hayan residido en el país durante al menos siete años anteriores a la elección están calificados para ser elegidos como miembros de la Cámara de la Asamblea. Los candidatos para el nombramiento en el Senado deben haber residido normalmente en Barbados durante los doce meses inmediatamente anteriores al nombramiento. No son elegibles, tanto para la Cámara como para el Senado, personas en quiebra sin cargos, personas declaradas insanas, que deben lealtad a un estado extranjero, condenadas a muerte o encarceladas superiores a seis meses, personas declaradas culpables de un delito grave o de cualquier otra ofensa criminal que involucre deshonestidad en los diez años anteriores, y las personas condenadas por fraude electoral. No pueden ser miembros del parlamento: jueces, el director del Ministerio Público, el procurador general o los ministros religiosos. Estos últimos sí pueden ser designados miembros del Senado, pero deben abandonar su cargo si aspiran ser elegidos a la Cámara de la Asamblea.
Los candidatos a la Cámara deben ser nominados por al menos dos electores y hacer un depósito de BS250, que se pierde si el candidato no es elegido y no obtiene más de una sexta parte del total de los votos de su distrito electoral. La Ley Electoral establece límites estrictos a la cantidad de gastos que un candidato puede incurrir durante su campaña electoral.
Para fines electorales, Barbados está dividido en 27 distritos uninominales. Un miembro de la Cámara de la Asamblea es elegido en cada uno por simple mayoría de votos. Los escaños de la Cámara de la Asamblea que quedan vacantes entre las elecciones generales se llenan mediante elecciones parciales. Los escaños vacantes en el Senado se cubren designando a otro senador del mismo modo en que fue designado su predecesor.

### Partidos políticos
El sistema político de Barbados es casi puramente bipartidista, con el Partido Democrático Laborista y el Partido Laborista de Barbados, cuyas respectivas siglas son el LDP y el BLP, como prácticamente los dos únicos partidos políticos coherentes del país. Los terceros partidos e independientes presentan solo candidaturas aisladas y rara vez superan el 1% del voto a nivel nacional. Mientras que inicialmente el BLP es considerado ligeramente más conservador y el LDP más liberal, lo cierto es que ninguno de los dos partidos presenta una gran disparidad ideológica. La competencia electoral y las disputas políticas a menudo tienen connotaciones personales y el dominio de los votantes se basa en la tradición.

## Contexto
Tras las elecciones generales de mayo de 1986, el primer ministro Errol Barrow (Partido Laborista Democrático - DLP) murió en junio de 1987 y fue sucedido por Lloyd Erskine Sandiford (hasta entonces vice primer ministro), quien se comprometió a continuar las políticas económicas y sociales de Barrow, particularmente las reformas fiscales. En febrero de 1989, cuatro miembros de DLP abandonaron el partido para formar uno nuevo conocido como el Partido Nacional Democrático (NDP); Richard Haynes, su jefe, fue nombrado posteriormente líder de la oposición parlamentaria. Sin embargo, el bipartidismo LDP-BLP no desapareció y se consideraba que la mayor amenaza para el liderazgo del LDP seguiría siendo el BLP. El DLP liderado por Sandiford desarrolló su campaña sobre la base de una plataforma de "justicia económica" y cooperación caribeña.
Un total de 91 candidatos de tres partidos políticos disputaron las elecciones. El Partido Laborista de Barbados (BLP), dirigido por Henry Forde, el Partido Democrático Laborista (DLP), dirigido por David Thompson, y el Partido Nacional Democrático (NDP), dirigido por Richard Haynes, presentaron listas completas de 28 candidatos cada una, siendo la primera vez que un tercer partido disputaba todos los escaños. También hubo siete candidatos independientes.

## Resultados
|  | 50.28 % |

|  | 42.52 % |

|  | 6.83 % |

|  | 0.37 % |

|  | 98.90 % |

|  | 1.10 % |

|  | 100.00 % |

|  | 63.72 % |